# فابيان مولر (ملحن)
فابيان مولر هو ملحن سويسري، ولد في 1964 في زيورخ في سويسرا.

## وصلات خارجية
- فابيان مولر على موقع IMDb (الإنجليزية)
- فابيان مولر على موقع ميوزك برينز (الإنجليزية)
- فابيان مولر على موقع ديسكوغز (الإنجليزية)